# CT Porto 2025
Das CT Porto 2025 sind ein Tennisturnier, das vom 25. bis 31. August 2025 in Porto stattfindet. Es ist Teil der ATP Challenger Tour 2025 und wird im Freien auf Sand ausgetragen.
Das Teilnehmerfeld der Einzelkonkurrenz besteht aus 32 Spielern, jenes der Doppelkonkurrenz aus 16 Paaren.

## Qualifikation
Die Qualifikation findet am 24. und 25. August 2025 statt. Ausgespielt werden sechs Qualifikationsplätze, die zur Teilnahme am Hauptfeld des Turniers berechtigen.